# Florència Ventura i Monteys
Florència Ventura i Monteys (Barcelona, 1922 — 2025) va ser una activista antifranquista catalana. Filla d’un metge republicà i d’una mare vinculada a la burgesia barcelonina, va néixer al barri de Sant Andreu de Palomar i va estudiar piano i magisteri. El 1948 es casà amb l’historiador i polític Josep Benet i Morell, amb qui compartí una intensa activitat clandestina durant el franquisme. Va participar en accions com el segrest simbòlic de la Mare de Déu de Núria (1967), dins la campanya Volem bisbes catalans!, i en la confecció, el 1947, d’una senyera penjada al Gorro Frigi, una formació rocosa del massís de Montserrat. La seva casa esdevingué un punt de trobada del catalanisme resistent. El 2000, amb Benet, cedí a la Generalitat el seu fons documental i bibliogràfic. Després de la mort del seu marit el 2008, es dedicà a preservar-ne el llegat. Va morir als 103 anys.